# Estudis sobre la histèria
Estudis sobre la histèria (en alemany Studien über Hysterie) és un tractat publicat el 1895 per Sigmund Freud i Josef Breuer 

## Text
Els autors hi expliquen el tractament de cinc joves amb histèria, emprant un innovador mètode terapèutic que consistia a evocar records traumàtics oblidats amb l'ajut de la hipnosi. Aquest nou mètode el desenvolupà Breuer a partir d'observacions fetes durant el seu tractament d'Anna O. (nom real: Bertha Pappenheim) el 1880 i ell mateix denominà "mètode catàrtic".
Freud desenvolupà més tard la psicoanàlisi (la tècnica bàsica de la qual és l'associació lliure) a partir de les innovacions del seu col·laborador i mentor, però mai deixà d'acreditar Breuer com el legítim descobridor del mètode catàrtic.

## Rebuda
En el moment de publicar-lo, Estudis sobre la histèria no fou ben rebut per la comunitat mèdica europea. En el llibre es presentaven dos punts de vista distints: una causa neurofisiològica i una altra de psicològica de la histèria. Breuer hi descrigué les causes de la histèria postulant-ne un origen neurofisiològic, mentre que Freud hi emprà un punt de vista psicològic. Freud anomenà font del Nil el descobriment que l'origen dels trastorns psíquics es trobaven en la vida sexual dels pacients.
Per a Freud era rellevant establir la causalitat psíquica dels fenòmens histèrics i presentar per primera volta una relació causal entre la sexualitat i la neurosi. En aquest darrer aspecte, J. Breuer no estava totalment d'acord. És per això que en Estudis sobre la histèria el capítol IV Sobre psicoteràpia de la histèria està escrit només per Freud. Ací es fa càrrec d'aquesta tesi de manera personal, i explicita la seua diferència en aquest tema amb J. Breuer:
| «                | Seria injust que jo pretengués carregar el meu estimat amic Josef Breuer ambn una excessiva responsabilitat pel desenvolupament que he esmentat. És per això que oferisc les indagacions següents en el meu nom, predominantment. | » |
| — Sigmund Freud, | |   |

A aquest advertiment segueixen les consideracions etiològiques, l'establiment de la causalitat psíquica, inconscient i sexual de les afeccions neuròtiques i les primeres distincions entre els tipus de neurosis.